# Représentation en justice en France
 (novembre 2017).
Si vous disposez d'ouvrages ou d'articles de référence ou si vous connaissez des sites web de qualité traitant du thème abordé ici, merci de compléter l'article en donnant les références utiles à sa vérifiabilité et en les liant à la section « Notes et références ».
Pour un article plus général, voir Représentation en justice.
La représentation en justice en France, situation dans laquelle une personne, professionnelle ou non, intervient devant une juridiction au nom d'un justiciable, se trouve, selon les cas obligatoire, facultative, ou interdite.

## Dans l'ordre judiciaire
Le décret n° 2019-1333 du 11 décembre 2019 étend la représentation obligatoire par un avocat et généralise la procédure sans audience. Ces nouvelles dispositions figurent au titre 1er du livre II du code de procédure civile qui fait l’objet d’une refonte, y compris celle de la numérotation des articles qui le composent.

### Tribunal judiciaire
Le nouvel article 760 du code de procédure civile pose le principe suivant lequel les parties sont, sauf disposition contraire, tenues de constituer avocat devant le tribunal judiciaire et que la constitution de l’avocat emporte élection de domicile[réf. nécessaire].
Cependant, les parties ne sont pas tenues de constituer avocat dans les matières énumérées par les articles R. 211-3-13 à R. 311-3-16, R. 211-3-18 à R. 311-3-21 et R. 211-3-23 du code de l’organisation judiciaire et dans les matières énumérées au tableau IV-II annexé au code de l’organisation judiciaire.

### Juridictions spécialisées
La section 5 du décret est consacrée à l’extension de la représentation obligatoire par un avocat dans un certain nombre de contentieux spécialisés. 

#### Loyers commerciaux
Ainsi, l’article 7 du décret impose désormais l’intervention d’un avocat dans le contentieux de la fixation des loyers relatifs aux baux commerciaux, les articles R145-26, R. 145-27, R. 145-29 et R. 145-31 du code de commerce sont donc modifiés en conséquence.

### Cour d'appel et de cassation
- la Cour d'appel (art 899 cpc), hormis pour la procédure sans représentation (art 931 cpc) qui n'est applicable que si un texte le prévoit ; sont expressément prévues les exceptions suivantes :
  - l'appel interjeté relativement à une décision du Juge des tutelles des majeurs se prononçant sur une mesure d'accompagnement judiciaire (art 1262-7 cpc) ;
  - l'appel interjeté relativement à un jugement du Tribunal de commerce se prononçant sur l'ouverture d'une conciliation pour une entreprise en difficulté (art R611-42 com) ;
  - l'appel interjeté relativement à un jugement du Tribunal paritaire des baux ruraux (art 892 cpc ) ;
  - l'appel interjeté relativement à un jugement du Tribunal des affaires de sécurité sociale (art R142-28 css).
- la Cour de cassation (art. 973 CPC), hormis pour la procédure sans représentation (art. 983 CPC) et quelques exceptions comme : 
  - en matière prud'homale et plus précisément concernant l'élection des présidents et vice-présidents des conseils de prud'hommes (art. R1423-21 C. trav.) ;
  - le recours en cassation contre la décision de refus de procédure de prise à partie contre un magistrat (art. 366-5 cpc).

## Dans l'ordre administratif
- le Conseil d'État. Exceptions: 
  - les renvois sur question de droit par une juridiction devant laquelle la représentation n'était pas obligatoire art. R113-2 CJA